# توفند لسلی
توفند لسلی (Hurricane Leslie) به عنوان شدیدترین توفندی که شبه جزیره ایبری را از سال ۱۸۴۲ درنوردید، ۱۶ کشته در فرانسه و پرتغال برجانهاد. هسته چرخند در ۲۲ سپتامبر ۲۰۱۸ در اقیانوس اطلس شمالی پدیدار شد و در ۳ اکتبر تبدیل بک یک چرخند درجه ۳ با سرعت باد ۱۳۰ کیلومتر بر ساعت شد. در ۱۲ اکتبر به حداکثر قدرت خود با سرعت باد ۱۵۰ کیلومتر بر ساعت رسید. این چرخند از ۱۳ تا ۱۶ اکتبر شبه جزیره ایبری را درنوردید. در ابتدا از مرزهای پرتغال وارد خشکی شد و در مرز فرانسه و اسپانیا از بین رفت.